# Jacza von Köpenick
Jacza oder Jaczo von Köpenick (oft auch Jaxa von Köpenick, * vor 1125; † Februar 1176) war ein slawischer Fürst.
In der Mitte des 12. Jahrhunderts war Jacza Burgherr und Fürst von Copnic, dem heutigen Berliner Ortsteil Köpenick. Seine Existenz, seinen Namen und seinen Titel bezeugen seine Münzen aus den 1150er und 1160er Jahren. In der Geschichtswissenschaft lange umstritten war die These, dass Jacza mit dem im Polnischen Jaksa von Miechów genannten Fürsten identisch war. Jüngere Forschungsergebnisse stützen aber diese Annahme. Demnach heiratete Jacza um 1145 in die einflussreiche polnische Familie des Magnaten Peter Wlast ein und gewann dadurch in Krakau, um Miechów, in Schlesien und im Lubliner Gebiet Grundbesitz, Rechte und Einfluss. Nach der Teilnahme an einem Kreuzzug im Jahr 1162 begründete er im zum Bistum Krakau gehörigen Miechów ein Stift, das er später als Grablege wählte.
Jacza von Köpenick rang zwischen 1150 und 1157 mit Albrecht dem Bären um die Vorherrschaft an Havel und Spree. Aus diesem Ringen ging Markgraf Albrecht 1157 an der Havel als Sieger hervor und legte damit einen wichtigen Grundstein für die Existenz der Mark Brandenburg. Die Schildhornsage, eine legendäre Erzählung um Flucht und Christianisierung Jaczas, ist eng mit dem Gründungsmythos und dem Geschichtsbild von der Entstehung der Mark Brandenburg verbunden und fand im Schildhorndenkmal an der Berliner Havel ihren künstlerischen Ausdruck.

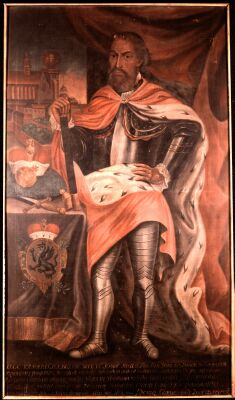
Jacza von Köpenick (Fantasieporträt), Krakau 1757

## Leben und Wirken
Insbesondere aufgrund Herbert Ludats Darstellung von 1936 Legenden um Jaxa von Köpenick. Deutsche und slawische Fürsten im Kampf um Brandenburg in der Mitte des 12. Jahrhunderts war in der Geschichtsforschung die historische Identität des Jaxa von Köpenick lange umstritten. Es war ungeklärt, ob der Fürst von Köpenick (Jacza de Copnic) tatsächlich identisch mit dem Jaxa war, der als Albrechts Gegenspieler Geschichte schrieb. Im Jahr 2012 legte der Historiker Michael Lindner die erste Monografie zu dem Fürsten in deutscher Sprache vor. Unter Berücksichtigung der archäologischen, numismatischen und historischen Überlieferungen sowie der Ergebnisse der nach seinen Angaben sehr produktiven polnischen Forschung kam Lindner zu dem Ergebnis, dass der Fürst von Köpenick sowohl gegen Albrecht kämpfte wie auch mit dem polnischen Fürsten Jaksa von Miechów identisch sein dürfte.

### Der Name des Fürsten

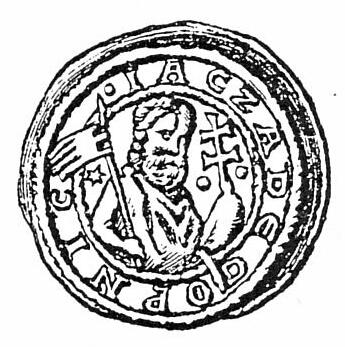
Jacza-Brakteat mit Doppelkreuz und Umschrift IACZA DE COPNIC

Seit den frühen Fünfzigerjahren des 12. Jahrhunderts erscheint auf einigen Münzen ein Mann, der sich Jacza, Jaczo von Köpenick (Copnic, Copninc, Coptnic) nennt und sich unter Verzicht auf die üblichen lateinischen Titel dominus, dux oder princeps zweimal mit der slawischen Bezeichnung cnes, knes als Fürst zu erkennen gibt. Seine Herkunft wird außerdem durch den betont slawischen Habitus seiner Darstellung (Bart- und Haartracht) auf den Geldstücken und aus der Lage der Burg Köpenick in den slawischen Siedlungsgebieten an Spree und Dahme abgesichert. Die Symbole Palmzweig und Doppelkreuz (crux gemina), die Jacza, Jaczo auf seinen Münzen trägt, zeigen, dass er Christ war. In der deutschsprachigen Forschung erscheint der Fürst häufig als Jaxa, seltener als Jacza, Jaczo, in der polnischen als Jaksa. Die historische Überlieferung, die Urkunden und Werke der Geschichtsschreibung, halten für Jacza, Jaczo eine verwirrende Namensvielfalt bereit: unter anderem – alphabetisch geordnet – Ajax, Jacxo, Jaksa, Jason, Jaxa, Jaxsco, Laksa, Lasla, Sackzo, Saxzo. Da die Münzen, sogenannte Brakteaten oder wegen ihrer nur einseitigen Prägung Hohlpfennige, unter unmittelbarer Aufsicht des Köpenicker Fürsten geschaffen wurden, ist die auf ihnen vorkommende Namensform Jacza, Jaczo laut Lindner allen anderen, als die von ihrem Urheber selbst autorisierte Variante seines Namens, vorzuziehen. Jacza, Jaczo war der Fürst von Köpenick. Andere Bezeichnungen, die bis heute in der Literatur zu finden sind, wie Fürst der Sprewanen, (Teil-)Fürst von Polen oder lutizischer Gaufürst, seien spätere Erfindungen ohne Bezug zu den Quellen.

### Köpenick als slawischer Herrschaftsmittelpunkt
Die Burg Köpenick, am strategisch wichtigen Zusammenfluss der beiden Flüsse und einer Spreefurt gelegen, war spätestens seit Mitte des 9. Jahrhunderts der archäologisch nachgewiesene Sitz slawischer Burgherren. Die Namen der ersten Burgherren sind unbekannt. Erst die Münzen aus der Zeit um 1160 geben Aufschluss, dass die Burg Köpenick und ihr Inhaber Jacza, Jaczo hieß. Der Ortsname Köpenick (Copnic) geht auf das slawische Wort kopa = Hügel und das Suffix -nik zurück, bedeutet also Ort auf einem Hügel. Jacza ist eine Kurzform von Jaczemir, Jaczewoj und beruht auf jakъ (jь) = stark, mächtig. Unter diesem Fürsten blühte Copnic auf. Die Bevölkerung nahm zu, Handwerk und Handel entwickelten sich, Marktverkehr und Anfänge von Ware-Geld-Beziehungen zeigten sich – der Fürstensitz gewann an kultureller, politischer und wirtschaftlicher Bedeutung. Die Brakteaten verbreiteten die Kunde dieses Aufschwungs bis zu den Nachbarn an Elbe und Ostsee, zu den Sachsen, Polen und Pommern.
Der Umfang des nach Köpenick benannten Fürstentums Jaczas lässt sich nur vermutungsweise angeben: die Unterläufe der Flüsse Spree, Dahme und Notte bildeten das Rückgrat des Herrschaftsbereiches. Im Osten grenzte er bei Fürstenwalde/Spree an das damals großpolnische Lebuser Land. Im Süden reichte er etwa bis Teupitz, Storkow und Beeskow und schloss damit die slawischen Siedlungen im großen Spreebogen mit ein. Im Südwesten dürften Zossen und Mittenwalde, vielleicht noch Baruth, dazu gehört haben. Mit Treptow und Stralau samt Spreefurt erstreckte sich Jaczas Macht bis an den späteren Berlin-Cöllner Spreepass. In nordöstliche Richtung wird er sich entlang der sogenannten Alten Straße (via vetus) von Köpenick nach Wriezen bis Freienwalde zur Oder hingezogen haben, wo bei Gabow 80–90 Prozent der bekannten Jacza-Brakteaten gefunden wurden.
Nach Jaczas Tod im Februar 1176 folgten ihm in seinem Köpenicker Herrschaftsbereich die Herzöge Bogislaw († 1187) und Kasimir († 1180) von Pommern kraft einer Abmachung der drei Fürsten aus dem letzten Viertel des Jahres 1168. Wohl von ihrem Köpenicker Stützpunkt aus fielen die Pommern verstärkt durch Lutizen 1179 in die Lausitz ein, schlugen vor Lübben ein markgräfliches Heer und brannten auf dem Rückweg die erzbischöflich-magdeburgischen Besitzungen Zinna und Jüterbog nieder. Im Folgejahr gerieten sie mit dem Brandenburger Mark- und dem Burggrafen aneinander, was Herzog Kasimir das Leben kostete. In der zweiten Hälfte der 1180er-Jahre endete die Slawenzeit an Dahme und Spree. Das Gebiet wurde vom Süden her – die Spree abwärts – von den Markgrafen der Ostmark/Lausitz, Dedo und Konrad aus der Familie der Wettiner, erobert und so in das mittelalterliche römisch-deutsche Kaiserreich einbezogen. Am 10. Februar 1210 erscheint Köpenick (Acta sunt hec in Copnic) erstmals urkundlich in einem Schriftstück des Markgrafen Konrad II. (von Landsberg; † 1210).
Nach dem schon drei Monate darauf eingetretenen Tod Markgraf Konrads fiel der Köpenicker Herrschaftsbereich mit der Ostmark/Lausitz seinen Meißner Verwandten zu. An die brandenburgischen Askanier, die Brüder und gemeinsam regierenden Markgrafen Johann I. und Otto III., kam das Gebiet endgültig nach dem Friedensschluss infolge des Teltow- und Magdeburger Kriegs von 1245.

### Kampf um die Brandenburg
Im Jahr 1127 kam in Brandenburg der christianisierte und von Kaiser Lothar vorübergehend zum König ernannte Hevellerfürst Pribislaw, der den Taufnamen Heinrich erhalten hatte, an die Macht. Der Tod Pribislaws im Jahre 1150 warf die Frage auf, wer ihn beerben sollte. Jacza machte sich große Hoffnungen auf die Brandenburg, denn er war ein angeheirateter Verwandter des Verstorbenen und wie dieser ein christlicher Slawe. Vermutlich hatte der Köpenicker eine Schwester des Brandenburgers geehelicht. Doch Jacza ging leer aus. Petrissa, die einflussreiche Ehefrau Pribislaws/Heinrichs, übergab – wie bereits Jahre zuvor unter Kaiser Lothar III. abgemacht – die Brandenburg dem Askanier Albrecht dem Bären, einem ostsächsischen Fürsten aus dem Harzvorland.

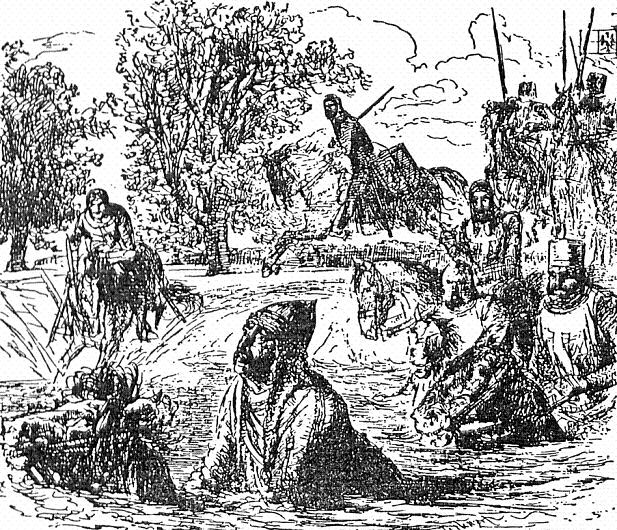
Illustration zur Schildhornsage Jaczo von Köpenick auf der [angeblichen] Flucht durch die Havel. Holzschnitt von O. Vogel nach einer Zeichnung von Adolph Menzel, 1868

Jacza aber gab nicht auf. Er wartete auf eine günstige Gelegenheit, um das, was er für sein Recht hielt, durchzusetzen. Im Frühjahr 1157 ergab sich die passende Gelegenheit: Kaiser Friedrich Barbarossa bereitete einen Feldzug gegen die polnischen Herzöge Bolesław IV. (Kraushaar; † 1173) und Mieszko III. (der Alte; † 1202) vor, die auf Jaczas Seite standen. Albrecht der Bär hatte auf der Brandenburg Probleme mit seinen Untertanen. So konnte Jacza, militärisch unterstützt von den Piastenfürsten, die Burg in einem Überraschungsangriff einnehmen, nachdem er einige der offenbar mit Albrecht des Bären Herrschaft unzufriedene Burginsassen bestochen hatte. Die einzige Quelle für diese Eroberung ist der um 1200 geschriebene Tractatus de urbe Brandenburg des Brandenburger Domherrn Heinrich von Antwerpen, dessen Beschreibung der Albrecht-Biograph Lutz Partenheimer wie folgt wiedergibt:

„Nach Heinrich von Antwerpen fühlte sich nämlich ein gewisser Jaxa […] enterbt, sobald er erfuhr, dass Albrecht der Bär die Brandenburg nach dem Tode des Hevellerfürsten übernommen hatte. Doch binnen kurzer Zeit konnte er die Bewohner der Burg bestechen. Deren Tore öffneten sich daraufhin eines Nachts, und Jaxa rückte mit einem großen Polenheer ein. Die Mannen des Markgrafen, die ihren Herrn verraten hatten, wurden zum Schein gefangen genommen und nach Polen gebracht.“

Den Gegenangriff trugen der einflussreiche Erzbischof Wichmann von Magdeburg und Albrecht der Bär gemeinsam vor. Bis zum 11. Juni 1157 belagerten sie mit ihren Rittern die Brandenburg. Am Ende übergaben Jaczas Anhänger nach einer mit Handschlag beschworenen Übereinkunft gegen die Gewährung freien Abzuges die Burg und zogen sich nach Köpenick zurück. Die Rückeroberung der Burg 1157 gilt als Gründungsakt der Mark Brandenburg, womit allerdings komplexe Sachverhalte stark verkürzt werden. Seit diesem Zeitpunkt nannte sich Albrecht der Bär endgültig und dauerhaft Markgraf in Brandenburg beziehungsweise später Markgraf von Brandenburg.

### Jaczas Sohn als Geisel
Im August 1157 begann der Kriegszug Friedrich Barbarossas gegen Polen, dessen Fürsten nach ihrer Niederlage noch im selben Monat auch fürstliche Geiseln stellen mussten. Darunter befanden sich der jüngere Bruder der polnischen Herzöge Bolesław IV. und Mieszko III., Kazimir (der Gerechte; † 1194), der später selbst Herzog und Fürst von Polen wurde, und Jaczas kleiner Sohn. Der als sehr begabt beschriebene Sprössling (bone indolis puerulus) Jaczas, dessen Name nicht überliefert ist, kam in Gewahrsam des Böhmenherzogs Vladislav nach Prag und sollte von dort aus Ende September 1157 zu Kaiser Friedrich Barbarossa nach Würzburg gebracht werden. Doch kurz davor starb der Junge und wurde bei den Prämonstratenserinnen im böhmischen Kloster Doksany beerdigt, denen Jacza zum Dank große Schenkungen machte. Im Gegenzug pflegten die Prämonstratenserinnen in der Folgezeit beider Erinnerung.
Die Geschehnisse um Jaczas Sohn, die bis zu Lindners Jacza-Monografie von 2012 in der deutschen Forschung nicht zur Kenntnis genommen wurden, bieten den ersten deutlichen Hinweis auf die Identität des Köpenicker und des in Polen wirkenden Jaczas. Lindner wirft die Frage auf, welches Interesse Friedrich Barbarossa und seine ostsächsisch-fürstlichen Unterstützer an dem kleinen Sohn – dessen Namen nicht einmal bekannt gewesen sei – irgendeines polnischen Jaczas gehabt haben sollen, wenn der nicht identisch mit ihrem Gegner im Kampf um die Brandenburg gewesen sei. Insbesondere der ineinander verschlungene und zeitlich kohärente Lebensweg des Köpenicker und des polnischen Jaczas vermittelt weitere Indizien zur Identität des Fürsten. So findet sich das Doppelkreuz, das Symbol der Miechówer Kanoniker von hlg. Grabe, auch auf Jaczas Köpenicker Münzen.

### Schicksalsjahre eines Fürsten – Wie aus Jacza von Köpenick Jaksa von Miechów wurde

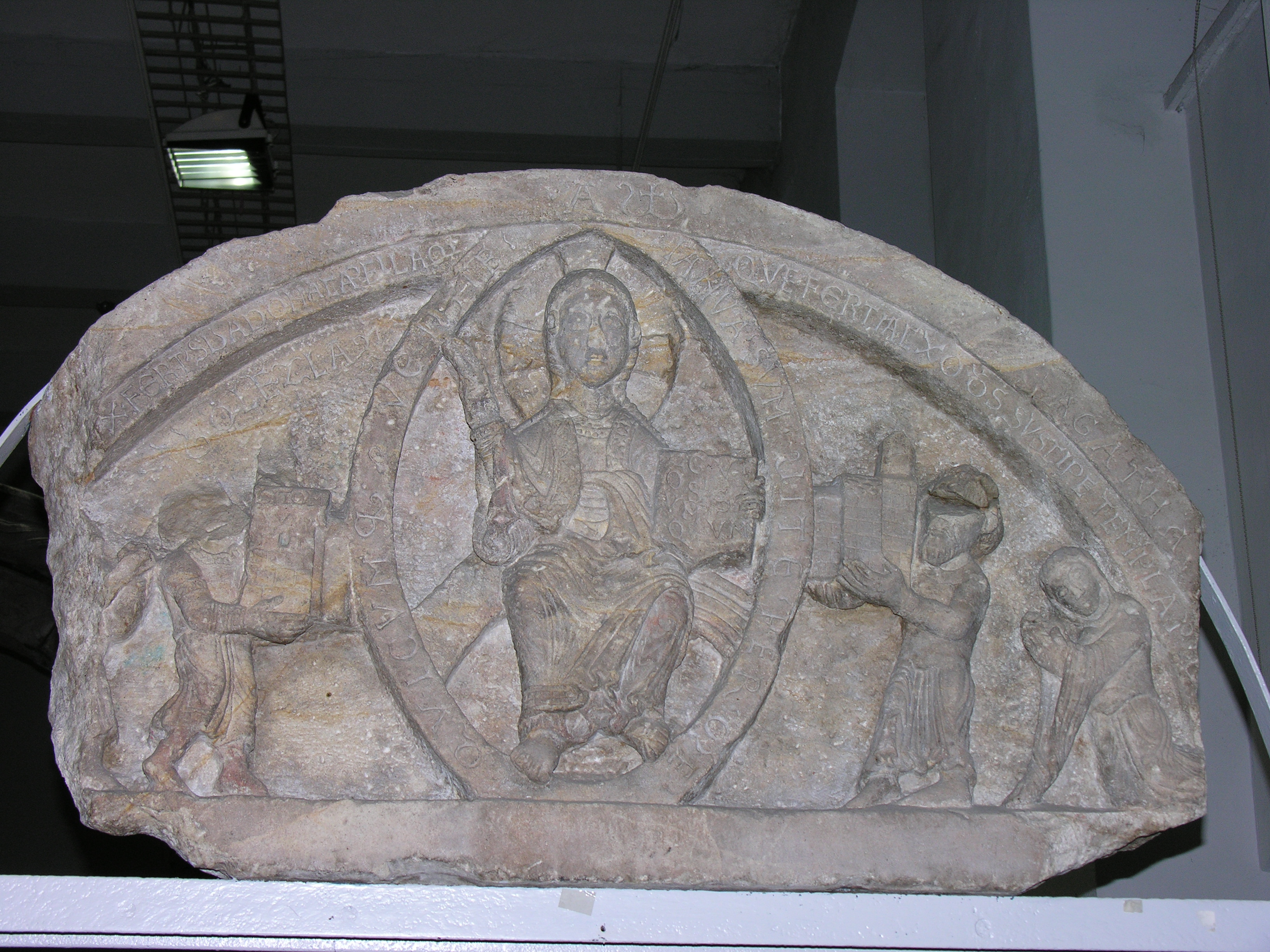
Elbinger/Olbinger Tympanon mit Boleslaw Kraushaar, dessen Sohn Leszek, Jacza und seiner Frau Agatha. Jacza trägt ein Modell der Breslauer St. Michael-Kirche, die sein Schwiegervater Peter Wlast gestiftet hatte und die Jacza weiterbauen ließ.

Das Jahr 1157 stellte für Jacza einen tiefen Einschnitt dar: Er verlor die Brandenburg und damit die Chance auf einen Machtzuwachs an Havel und Spree. Er verlor seinen bis dahin einzigen Sohn und geriet so in Gefahr, erbenlos zu bleiben. Und er verlor die Unterstützung der polnischen Herzöge, die in der Folge wieder einmal mit ihren innerfamiliären Problemen beschäftigt waren, für Aktivitäten westlich der Oder. Es blieb ihm Köpenick. Dort herrschte er am Zusammenfluss von Dahme und Spree bis zu seinem Tode 1176 relativ ungestört. Die wiederholte Münzaussage: ich bin Jacza von Köpenick (Jacza de Copnic) legt nahe, dass er in seiner Köpenicker Herrschaft zu Hause war, dass dort sein Ausgangspunkt lag, dass er dort sein väterliches Erbe, seine Heimat hatte. Zum Ende des Jahres 1168 übertrug Jacza seine Herrschaftsgebiete an der Spree den Pommernherzögen Bogislaw I. und Kasimir I. bei einem Treffen an der Mündung der Uecker ins Oderhaff. Auch dieser Übertrag war laut Lindner nur möglich, wenn er über Köpenick als sein (ererbtes) Eigentum frei verfügen konnte, ungebunden durch Verpflichtungen gegenüber den polnischen Piasten oder den Ostsachsen.
Dass dieser Köpenicker mit seiner relativ bescheidenen herrschaftlichen Ausstattung im Slawenland an der Spree zu derart guten Beziehungen in das benachbarte Polen kam, begründete der polnische Jacza-Forscher Janusz Bieniak 1999 mit Jaczas Heirat. Um das Jahr 1145 vermählte der begüterte schlesische Hochadlige, Magnat, Kirchen- und Kloster-Stifter Peter Wlast in Breslau seine Tochter Agatha mit Jacza, der bei dieser Gelegenheit als Fürst des Sorbenlandes (dux Sorabie) bezeichnet wurde. Das Sorbenland befand sich von Polen aus gesehen westlich der Oder an der Spree. Durch diese Heirat wurde Jacza von Köpenick Teil der einflussreichen Familie seines Schwiegervaters, der Wlastiden (Vloscides), und erhielt Güter und einige Herrschaftsrechte in Polen. Da Graf Peter schon bald darauf starb († 1151 oder 1153), verband sich Jacza besonders eng mit seinem Schwager Swietoslaw. Beide mischten in den 1160er und 1170er Jahren kräftig in den innerpiastischen Auseinandersetzungen mit. Nach den niederschmetternden Ereignissen des Jahres 1157 orientierte sich Jacza immer mehr nach Polen, wo er größere Entfaltungsmöglichkeiten hatte. Aufbauend auf seinen dortigen familiären Beziehungen wurde aus Jacza von Köpenick langsam Jaksa von Miechów. Zuerst hielt er noch an Köpenick fest, wie die Münzen nach Darstellung des Numismatikers Bernd Kluge verraten, die von 1157 an immer mit dem Zusatz de Copnic versehen sind.

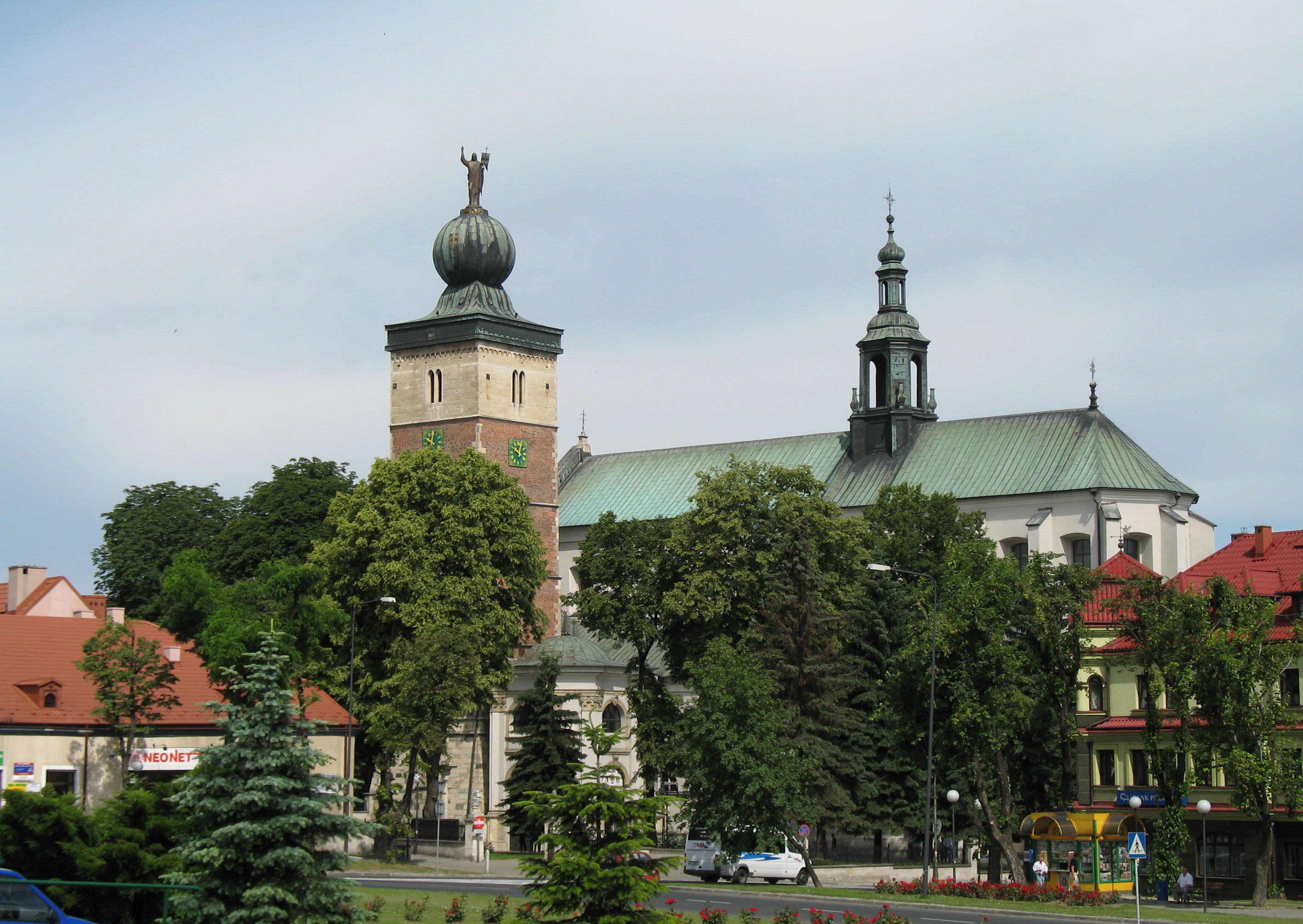
Stiftskirche in Miechów 2007

### Kreuzzug, Klostergründung und Tod
Im Jahr 1162 zog Jacza/Jaksa ins Heilige Land und brachte im darauffolgenden Jahr Geistliche aus Jerusalem mit, um im kleinpolnischen Miechów (im heutigen Powiat Miechowski) das Chorherrenstift der Wächter vom heiligen Grabe zu Jerusalem zu begründen. Das Kloster gehörte zum Bistum Krakau und unterstand den Kreuzherren mit dem doppelten roten Kreuz. Ende der 1160er-Jahre ließ der Fürst seine Brakteatenprägung in Köpenick auslaufen – ungefähr in der Zeit, in der er die Herzöge von Pommern als seine Nachfolger an der Spree einsetzte. Im Piastenreich beteiligte er sich an wichtigen Adelsversammlungen und 1167/68 gemeinsam mit seinem Schwager Swietoslaw an einer Verschwörung gegen den Seniorherzog Bolesław IV. Um Krakau, um Miechów, in Schlesien und im Lubliner Gebiet erwarb er weitere Besitzungen und Rechte, die seine Macht vergrößerten und ihn zum führenden Adligen nach den Fürsten machten. Er war in Polen angekommen und dort wollte er auch bleiben. Als er 1176 starb, wählte Jacza das von ihm 1163 gegründete Miechówer Kanonikerstift als Grablege aus, womit er seine Abkehr von Köpenick deutlich demonstrierte.

## Bedeutung Jaczas und Köpenicks für die Anfänge von Berlin und Cölln
Die Lage an Spreefurten machte das bereits herrschaftlich etablierte Köpenick und die aufstrebenden Gründungen aus dem letzten Drittel des 12. Jahrhunderts, Cölln und Berlin, zu Konkurrenten. Flussübergänge waren militärisch, verkehrs-, handels- und wirtschaftspolitisch von strategisch hoher Bedeutung. Nicht ohne Grund befanden sich Befestigungsanlagen an den passierbaren Stellen in Köpenick und Treptow/Stralau und nicht ohne Grund engagierten sich schon vor 1200 im späteren Berlin und Cölln Fernhändler, Kaufleute und Herrschaftsträger, über die trotz der jüngsten archäologischen Funde immer noch nichts Genaues bekannt ist.
Nach Darstellung Michael Lindners dürften die Vorgänge in Berlin und Cölln aufgrund der räumlichen Nähe von Köpenick aus sehr aufmerksam beobachtet worden sein. Wer auch immer Berlin und Cölln am Spreepass angelegt hatte, habe sich mit den wechselnden Köpenicker Herren arrangieren müssen – bis 1176 mit Jacza, bis Mitte der 1180er-Jahre mit den Pommern, dann mit den ostmärkisch-lausitzischen Wettinern, die um 1200 im Dahme-Spreegebiet auf dem Höhepunkt ihrer Macht waren und von Köpenick aus den Landesausbau im östlichen Teltow und südöstlichen Barnim kraftvoll vorantrieben. Diese wechselseitige Bedingtheit habe sich einige Jahre später in umgekehrter Weise gezeigt. Der Aufstieg Berlins seit Mitte der 1230er-Jahre führte zum Niedergang Köpenicks. Um das zu erreichen, hatten die brandenburgischen Markgrafen Johann I. und Otto III. Köpenick erobert, in einer mehrjährigen Fehde (1239–1245) gegen den Magdeburger Erzbischof und den Markgrafen der Ostmark/Meißen behauptet und 1245 friedensvertraglich zugesprochen bekommen.

## Erinnerungskultur und Gründungsmythos der Mark Brandenburg
Die Person Jaczas ist, insbesondere mit den Ereignissen des Jahres 1157, eng mit dem Gründungsmythos und dem Geschichtsbild von der Entstehung der Mark Brandenburg verbunden. So spielt Jacza die tragende Rolle in der Schildhornsage, die im Schildhorndenkmal an der Berliner Havel ihren künstlerischen Ausdruck fand. Der musisch begabte „Romantiker auf dem Thron“, Friedrich Wilhelm IV., fasste den Entschluss, „mit der Errichtung von […] sinnvollen Monumenten die oft todten uninteressanten Gegenden“ der Mark zu beleben. Drei Wendepunkte der Landesgeschichte, darunter das Jaxa-Denkmal, sollten den abgelegenen „Sandschellen“ Geschichte einhauchen und den Reisenden Anreize bieten. Neben dem bekannteren Denkmal gibt es in Berlin den fast vergessenen Jaczo-Turm, der ebenfalls auf der Jaxa-Legende beruht.

### Legende um Jaczas wundersame Rettung durch denChristengott

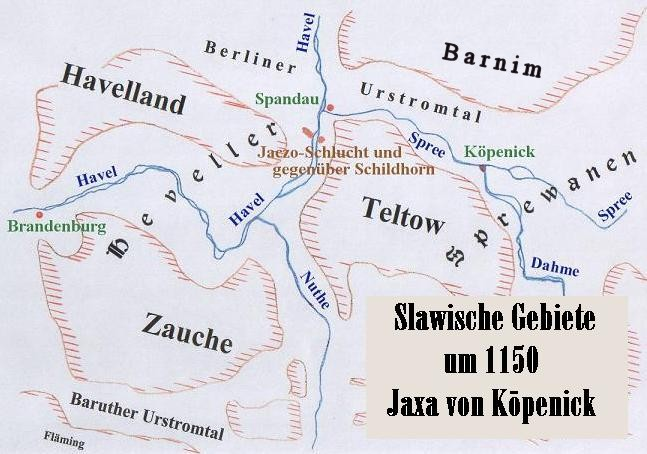
Lage der Jaczo-Schlucht mit dem Jaczo-Turm gegenüber von Schildhorn

Nach der Eroberung der Brandenburg sollen Albrecht der Bär und zwei seiner Reiter der Legende nach Jacza auf seiner Flucht bis zur Havel verfolgt haben.
Die Geschichte um Jaxas Flucht vor Albrecht kann als historische Tatsache so gut wie sicher ausgeschlossen werden, zumindest gibt es keinen historischen Beleg. Dennoch ist die Volkssage, die sich in der ersten Hälfte des 19. Jahrhunderts schrittweise in der Jaxa-Version herausgebildet hatte, als Grundlage für das Denkmal am Schildhorn von historischer Bedeutung. Zusammengefasst gemäß der Wiedergabe von Theodor Fontane durchschwamm Jacza de Copnic auf der Flucht vor Albrecht dem Bären und zwei weiteren Reitern die Havel, die sich in diesem Raum zu einem der Havelseen verbreitert. Von der Flucht erschöpft, drohte Jaxas Pferd in den Fluten zu versinken. In letzter Not hielt Jaxa seinen Schild hoch über den Kopf und flehte den bislang verhassten Christengott um Rettung an. Da schien es ihm, als fasste eine Hand den erhobenen Schild und hielte ihn mit sicherer Macht über dem Wasser, neue Kraft durchströmte auch das sinkende Pferd – das Ufer bei Schildhorn war erreicht. Dort schwor er dem Christengott die Treue und hängte aus Dankbarkeit seinen Schild an eine Eiche. Theodor Fontane wörtlich: Seinen Schild aber, den der Finger Gottes berührt, ließ er dem Ort, wo das Wunder sich vollzogen hatte. Der Schild des Heiden war ihm zum Glaubensschild geworden.

### Denkmal am Schildhorn

#### Baugeschichte und Symbolik

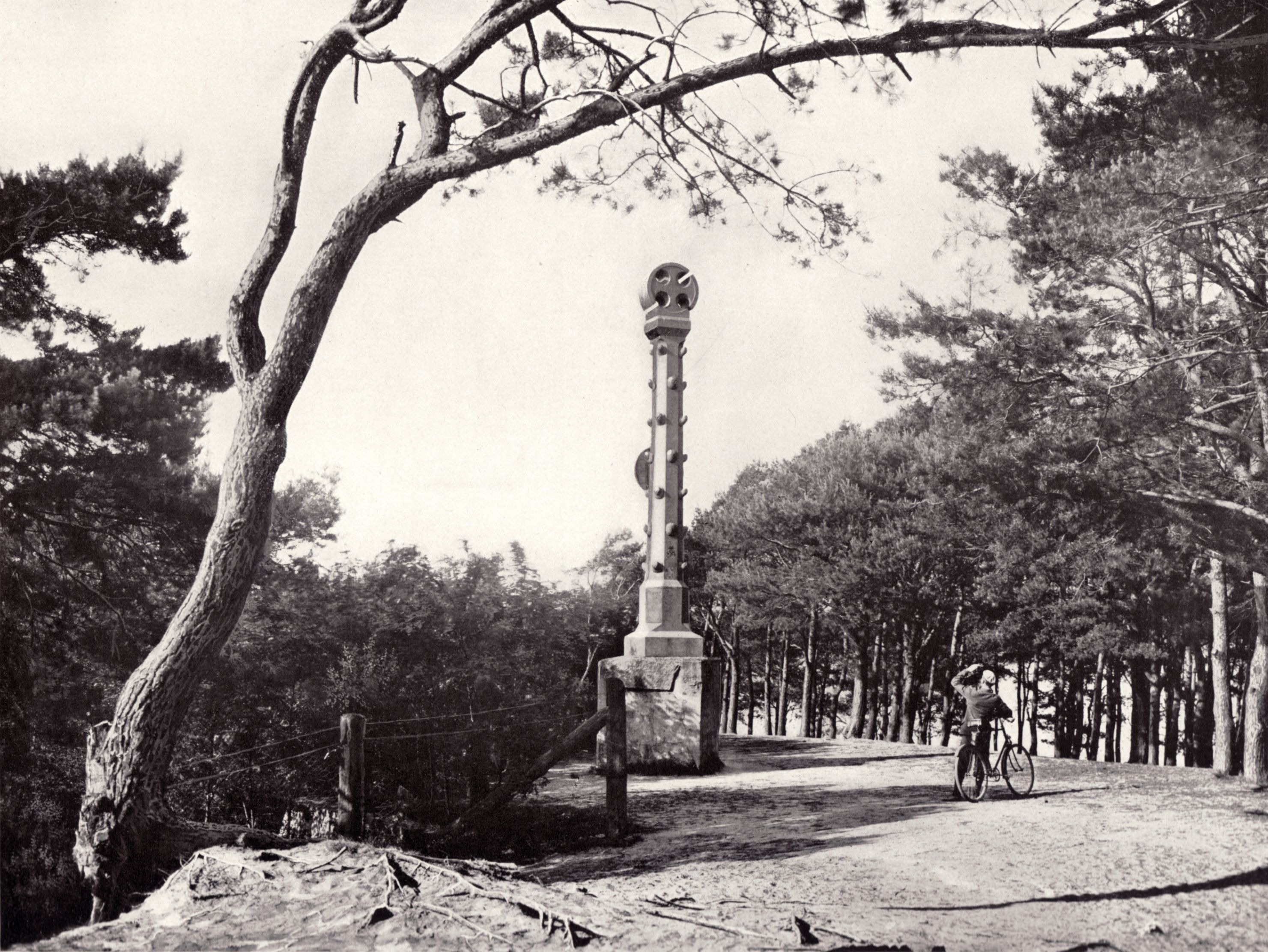
Jaxa-Denkmal am Schildhorn im Jahr 1904

Diese Legende gefiel dem allem Romantischen zugeneigten König Friedrich Wilhelm IV. von Preußen derart gut, dass er 1844 eigenhändig mehrere Bleistiftskizzen für ein Denkmal zur Erinnerung an Jaczos wunderbare Bekehrung entwarf. Während der beauftragte Architekt Friedrich August Stüler für die Spitze des Denkmals einen Greifen vorschlug, wünschte sich der König entweder ein einfaches Kreuz oder gar nichts – ausgeführt wurde ein gleicharmiges Kreuz. Im Sommer 1845 wurde die aus Sandstein geformte Gedenksäule durch den Baurat Christian Gottlieb Cantian auf einer Erhebung am Schildhorn fertig gestellt. Schildhorn ist die kleine Landzunge an der Havel in Berlin-Grunewald (Bezirk Charlottenburg-Wilmersdorf), an der Jaxa der Legende nach das rettende Ufer erreicht und seinen Schild und sein Horn aufgehängt hatte – allerdings geht der Name Schildhorn entgegen vielen Darstellungen nicht auf diese Legende zurück.
Das krönende gleicharmige Kreuz symbolisiert Jaxas Hinwendung zum Gott der Christen und dessen wundersame Hilfe, das Denkmal selbst soll eine Eiche stilisieren, im oberen Drittel ist ein Schild befestigt. 1893 wurde an dem wuchtigen Denkmalsockel folgende Inschrift in märkisch-plattdeutscher Mundart angebracht, die heute nicht mehr vorhanden ist:
Grot Wendenfürst, dorch Dine Mut

Es hier dat Denkmal obgebut,

doch hite geft kin Fersten mehr,

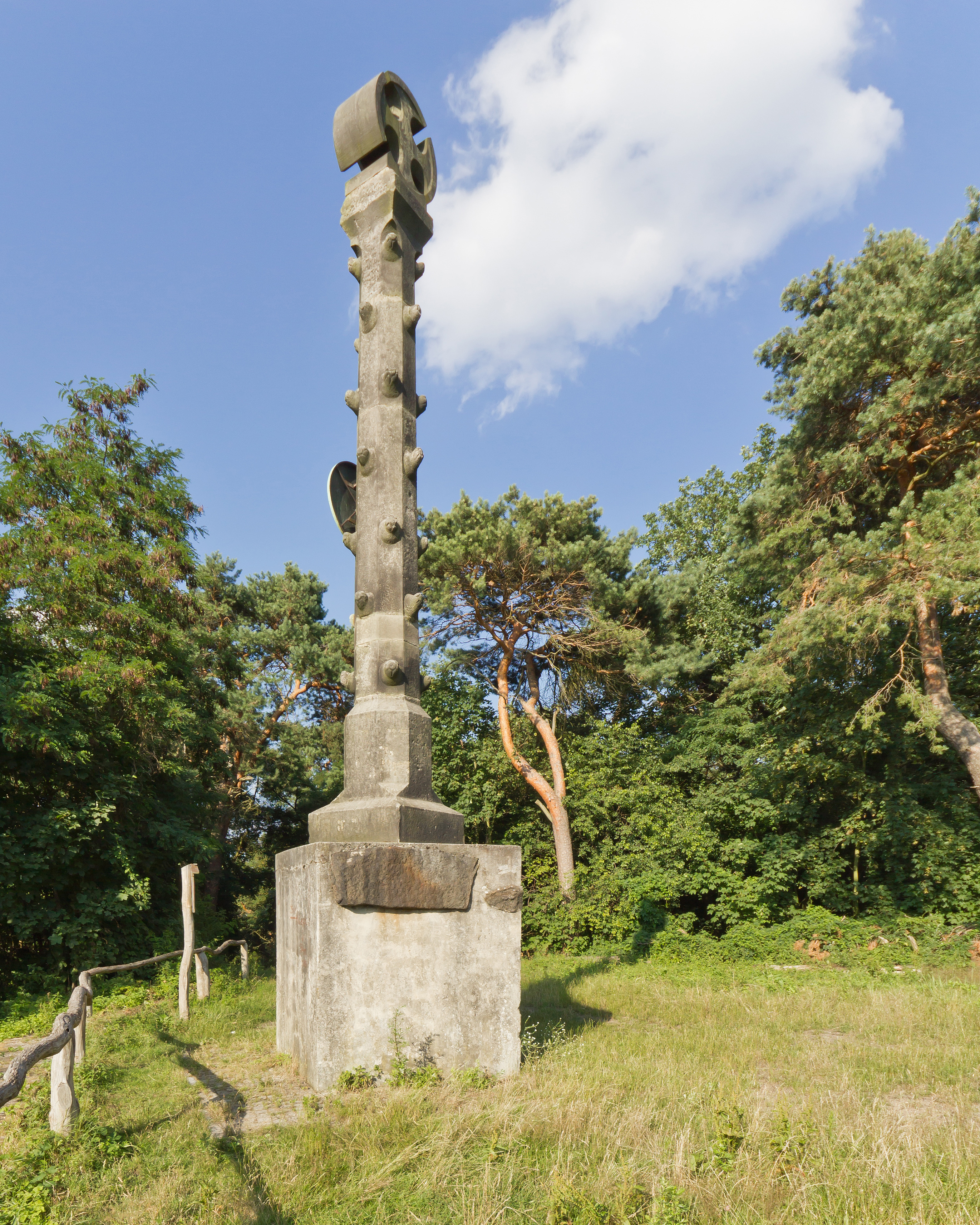
Jaxa-Denkmal am Schildhorn im Jahr 2014

De drever swemmt mit Schild und Speer.
Wenden ist ein Sammelbegriff für verschiedene westslawische Stämme; Übersetzung:
Großer Wendenfürst, durch Deinen Mut

ist hier dies Denkmal aufgebaut,

doch heute gibt’s keinen Fürsten mehr,

der darüber schwimmt mit Schild und Speer.
1945 wurde das Denkmal zerstört und 1954 mit Hilfe von Fotografien und vier Trümmerstücken von Lehrlingen der senatseigenen Dahlemer Steinmetzwerkstatt rekonstruiert.

#### Zeitgenössische Denkmalkritik
Die Ausführung des Denkmals, insbesondere auch das gleicharmige Kreuz, wurde heftig kritisiert. Theodor Fontane, der das Denkmal 1860 besuchte, schrieb beispielsweise dazu in den Wanderungen durch die Mark Brandenburg:

„Es wäre ausreichend gewesen, auf hoher griechischer Säule einen Schild aufzurichten und diesen Schild mit einem Kreuz von mäßiger Größe zu krönen. Das würde … «den Sieg des Kreuzes über das Heidentum» … in aller Klarheit dargestellt haben. Archäologischer Übereifer … hat seinen Sieg auf Kosten des guten Geschmacks gefeiert. Man hat den Stamm einer alten knorrigen Eiche in Sandstein nachgebildet und dadurch eine ohnehin schwer verständliche Figur geschaffen; der inmitten des Stammes aufgehängte Schild aber, der wie eine Scheibe an einem Pfosten klebt, schafft, aus der Ferne gesehen, vollends eine durchaus unklare und räthselhafte Figur.“

Gegenwärtig (Stand 2013) ist das Denkmal in schlechtem Zustand, der Sockel bröckelt und Moos bewächst den Stamm.

### Jaczoturm in Berlin-Wilhelmstadt
Aus denkmalpflegerischer Sicht noch bedenklicher steht es allerdings nach Angabe des Kunsthistorikers Harry Nehls um den vergessenen Jaczoturm in der Wilhelmstadt, Ortsteil des Berliner Bezirkes Spandau. Der denkmalgeschützte Turm steht in der Jaczoschlucht an der Gatower Straße Nr. 199 auf der Grenze zu Gatow.

#### Konstruktion und Verfall des Turms
Der kleine Rundturm wurde laut Nehls 1914 von einem Spandauer Bürger in Auftrag gegeben und privat finanziert. Nehls bezieht sich bei der Angabe 1914 auf eine Mitteilung des Heimatforschers Kurt Pomplun. Die Berliner Denkmaldatenbank, die den Turm als Baudenkmal listet, datiert das Bauwerk hingegen auf 1890/1910. Die Identität des Auftraggebers konnte nie gelüftet werden. Der rund vier Meter hohe Turm mit einem Durchmesser von knapp drei Metern hatte ursprünglich einen Kranz aus Zinnen, von denen 2004 noch zwei erhalten waren. Er besteht überwiegend aus schweren, unbehauenen Kalksteinblöcken sowie einigen Granitsteinen und rötlichen Industrieziegeln im Format 28,5 × 13,5 × 8,5 Zentimeter, die durch Kalkmörtel verbunden sind. Der Schriftduktus von zwei Ziegelstempeln (51/A 1) weist laut Nehls auf die Zeit um 1914 hin. Das ursprüngliche Eisentor für die 1,10 Meter breite Öffnung ist lange verschwunden und war spätestens 2004 von der Stadt durch eine unpassende Holzbohlentür ersetzt worden, die denkmalpflegerisch im Vergleich zum 1999 noch offenen Turm allerdings insofern einen Fortschritt bedeutete, als das Innere des Turms vor weiterem Vandalismus geschützt wurde. Noch 1999 beklagte Nehls vehement den Vandalismus und dass der Turm und das Hauptrelief über und über mit Graffiti besprüht seien.
Im Jahr 2004 waren nur noch wenige Graffitireste vorhanden. Zudem war das Gelände nicht mehr wie noch 1999 von Maschendrahtzaun umgeben und unzugänglich. Der Tag des offenen Denkmals 2011 rückte den vergessenen Jaczoturm wieder ein Stück weit in das öffentliche Bewusstsein. Der Förderverein historisches Gatow stellte im Juni 2011 auf eigene Kosten die 13 ursprünglichen Zinnen wieder her. Ein Wanderweg führt wieder am Turm vorbei und hinunter in die Jaczo-Schlucht. Zudem plant der Förderverein, den ehemaligen Wasserfall, der sich von der Straße aus etappenweise 200 Meter weit in die Schlucht ergoss, instand zu setzen. Trotz der Maßnahmen des Fördervereins stellen der Turm, sein Mauerwerk und seine Reliefs nach wie vor ein besonders trauriges Beispiel städtischer Denkmalpflege dar. Eine der Ursachen für die Geringschätzung des Bauwerks sah Nehls darin, dass der „Jaczoturm in der Vergangenheit gelegentlich als »nicht historisches«, »kulturgeschichtlich unbedeutendes« und »antiquarisch wertloses Bauwerk« disqualifiziert“ wurde. Der Kunsthistoriker schrieb ferner:

„Wenn die Denkmalschützer nicht wollen, daß es bald nur noch ein Schildhorndenkmal gibt und spätere Chronisten einmal darüber spötteln, daß Gatower Kugeln offenbar populärer waren als der (bisher noch nicht einmal vermessene) Gatower Jaczoturm, dann sollten sie sich schnell für eine wirksame konservatorische Rettungsmaßnahme stark machen.“

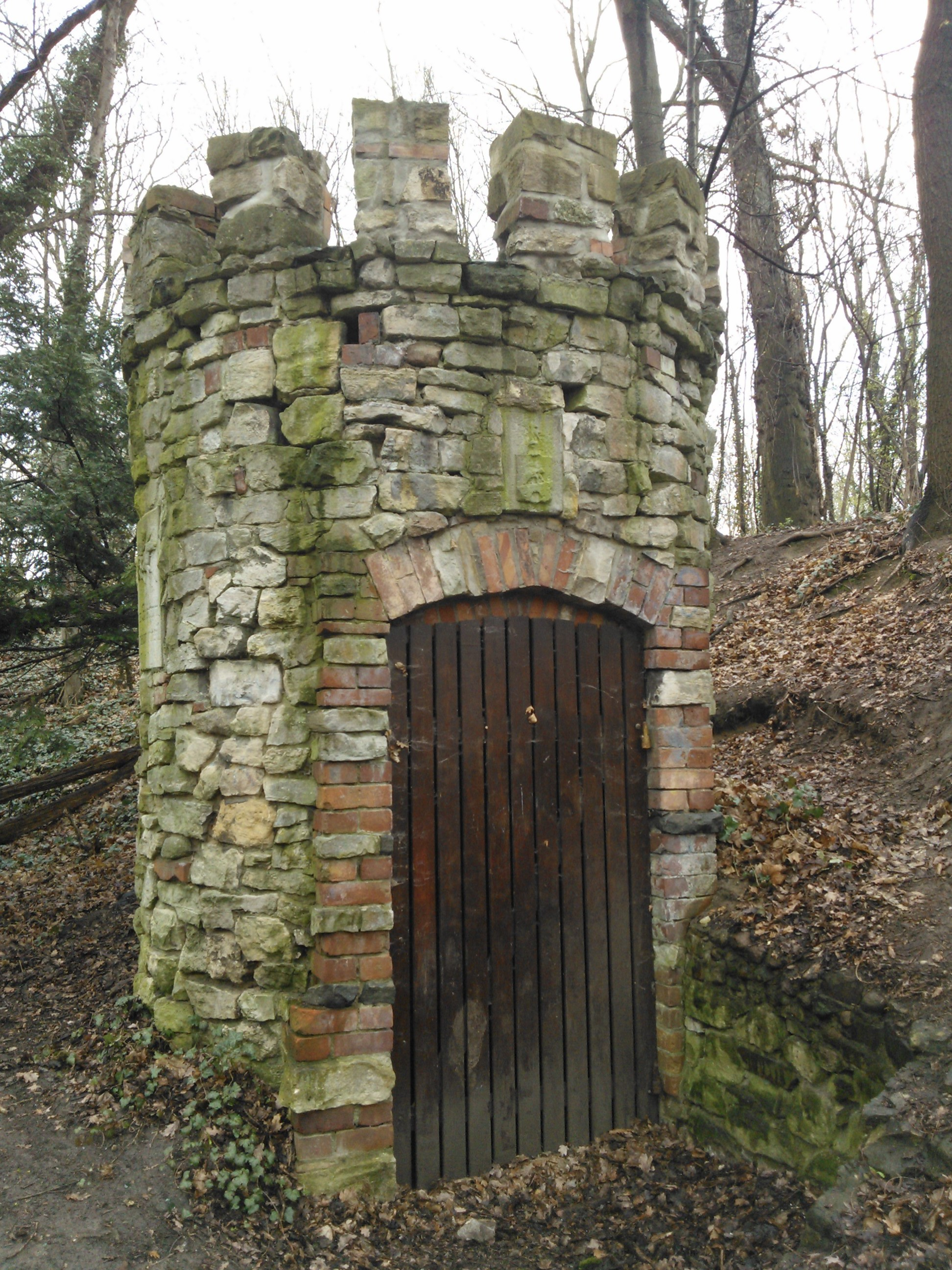
Jaczo-Turm Front 2014
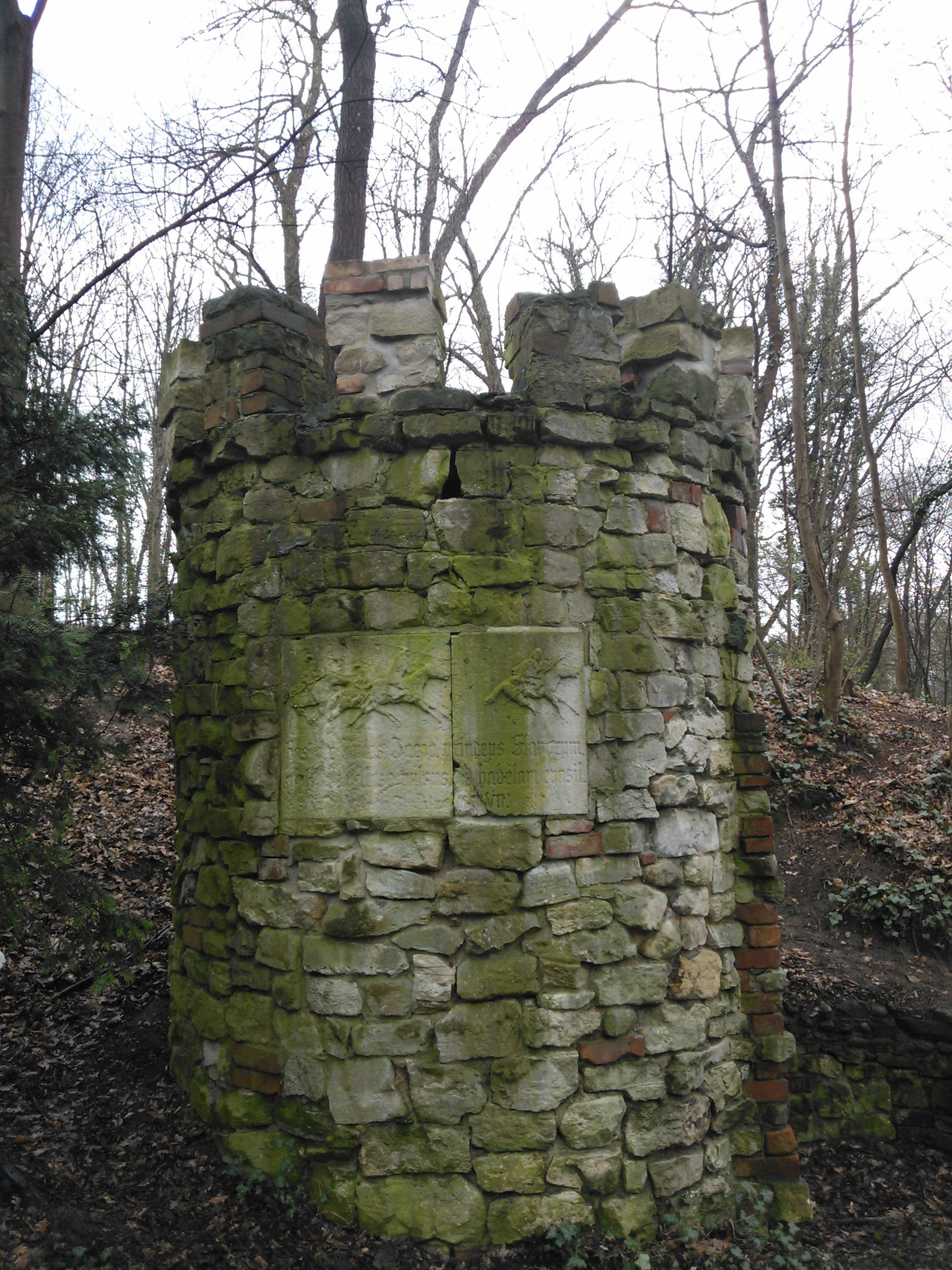
Jaczo-Turm Reliefseite 2014
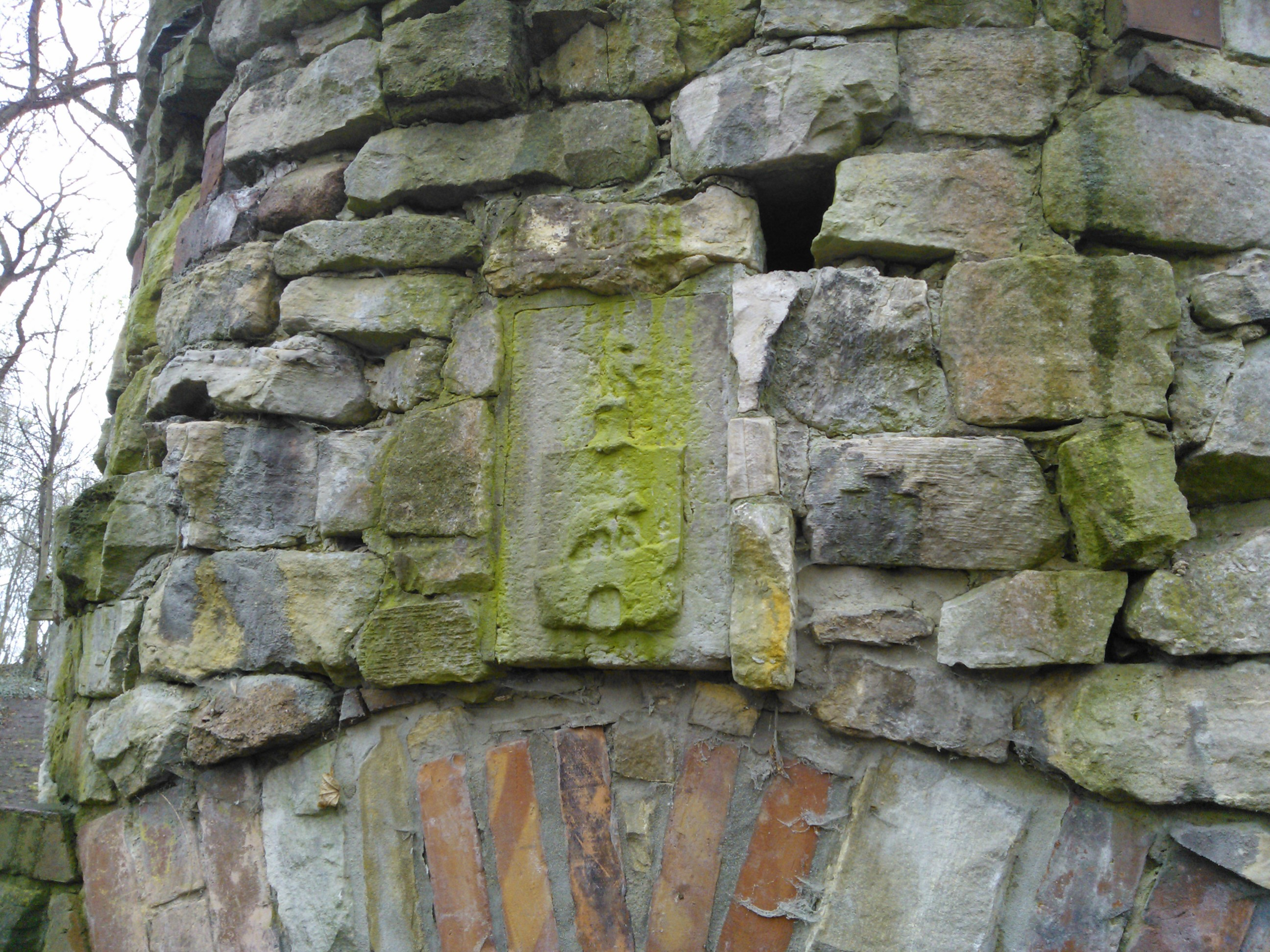
Relief über Portal 2014
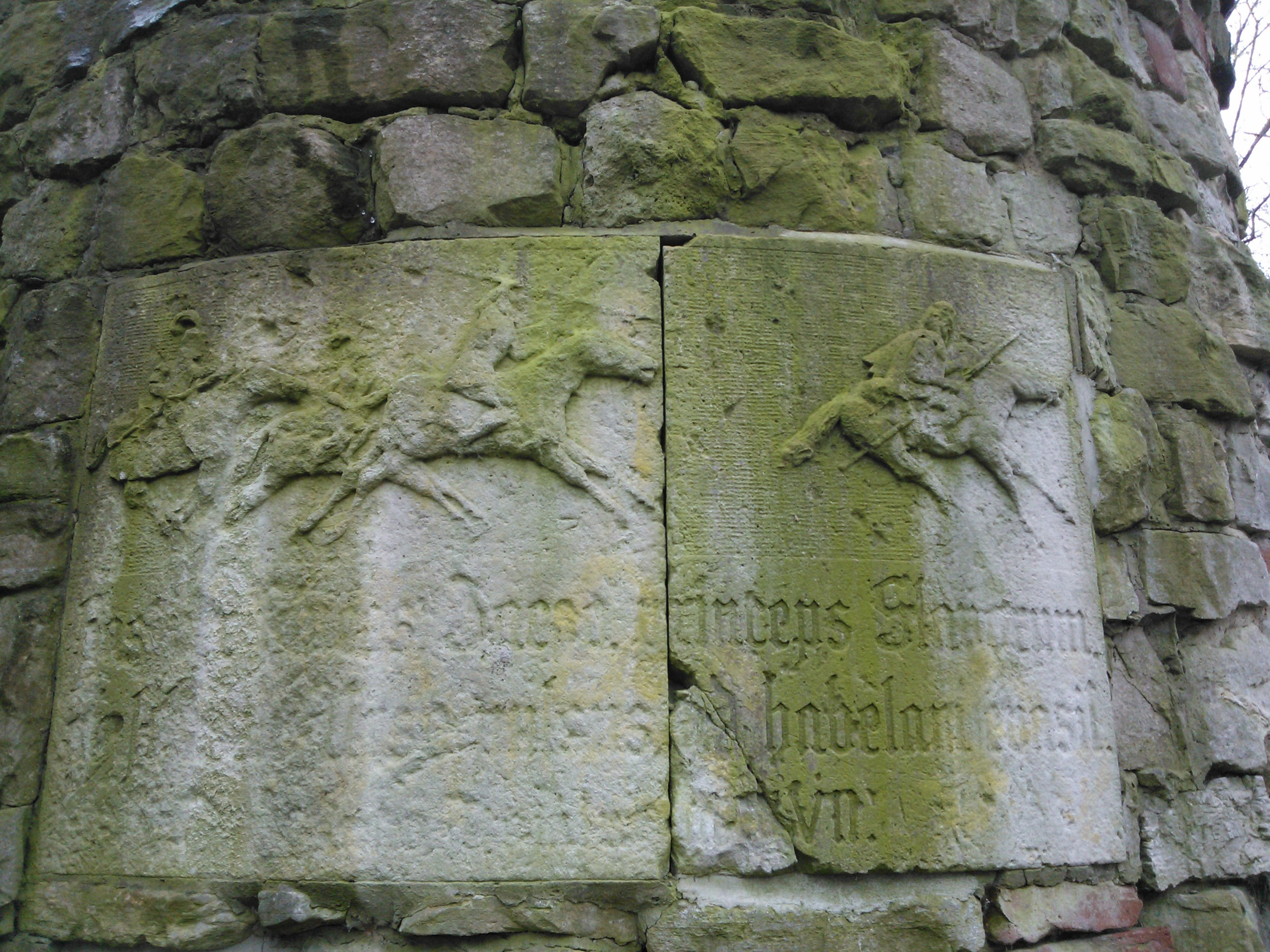
Relief 2014
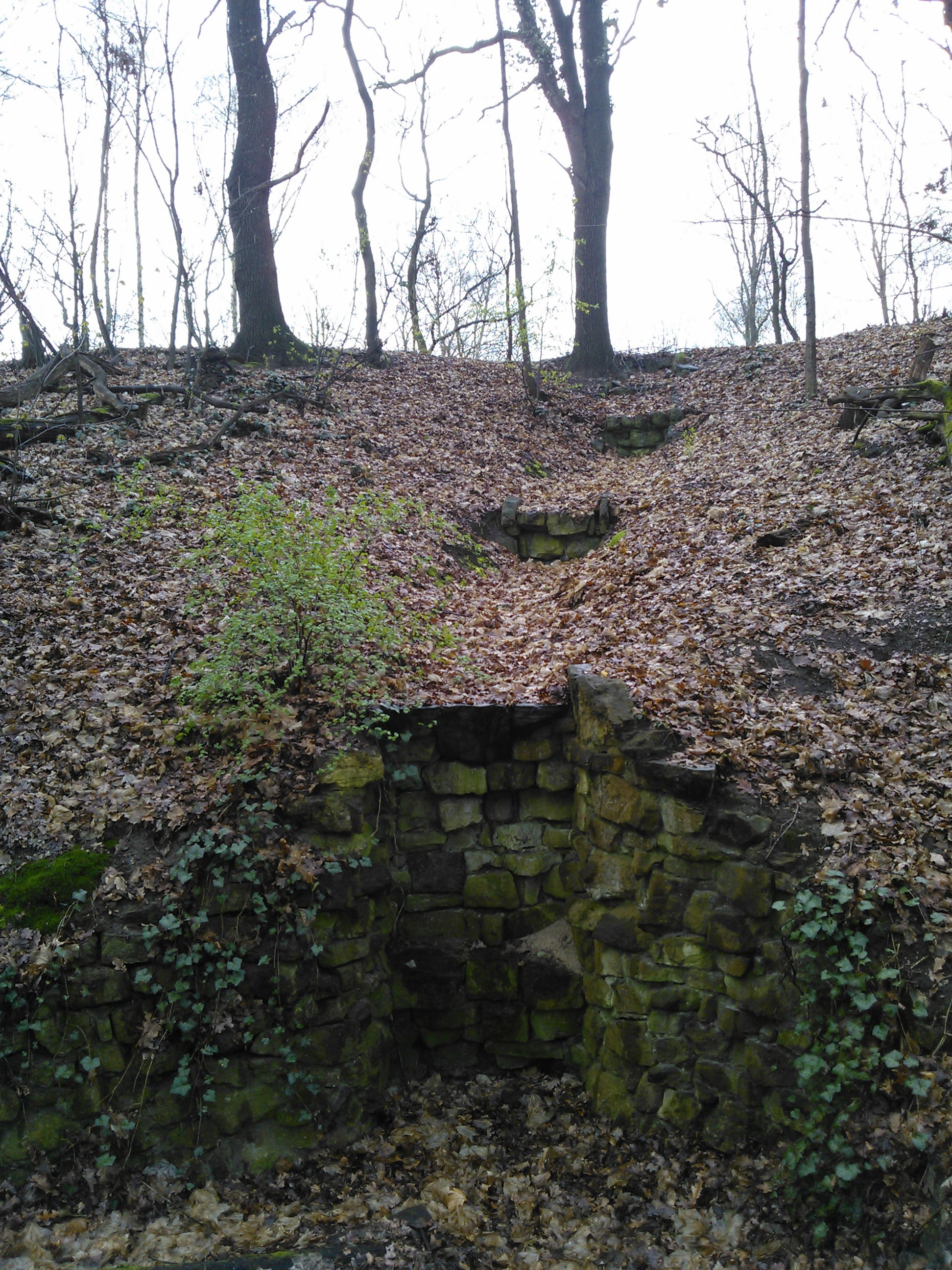
Wasserfall in der Jaczo-Schlucht

#### Relief: Jaczo auf der Flucht vor Albrecht dem Bären
Die Jaczoschlucht endet an der Stelle an der Havel, die der Landzunge Schildhorn gegenüberliegt; hier soll Albrecht der Bär mit zwei weiteren Reitern Jaczo in die Havel getrieben haben. Diese Szene ist in einem Relief unbekannter Herkunft aus dem Jahr 1914 festgehalten, das 2004 bereits weit zerfallen war; die hier wiedergegebenen Bilder (siehe unten und ganz oben) dokumentieren den Zustand 2004. Laut Nehls befand sich das Relief noch 1954 in vorzüglichem Zustand, wie in der Landesbildstelle Berlin aufbewahrte Fotos aus diesem Jahr bewiesen. 2004 kaum noch erkenntlich, blickt sich Jaxa nach Darstellung Nehls nach seinen Verfolgern um und trägt nicht den geschlossenen Helm mit Federbusch, sondern eine kappenartige Helmhaube mit zwei antithetischen Wülsten. Mit seiner linken Hand hält er einen kleinen Rundschild, die rechte umklammert eine aufgerichtete Lanze. Die deutschen Reiter sind mit geschlossenem Helm mit Federbusch sowie mit Schild und Lanze ausgestattet.

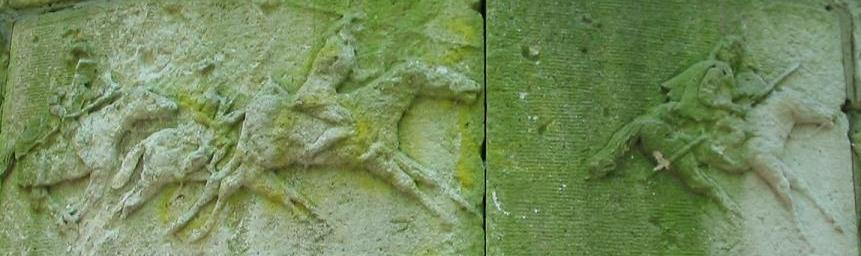
Jaczo auf der Flucht vor Albrecht dem Bären. Gesamtrelief über der Inschrift, Zustand 2004.

Unter dieser Szene befindet sich in der zweigeteilten Sandsteinplatte die dreizeilige Inschrift:
Has per fauces, Jaczo, princeps slavorum,

ab Alberto Ursu pulsus, ad habelam evasit.

Anno Domini MCLVII.
Durch diese Schlucht wurde der Slawenfürst Jaczo

von Albrecht dem Bären verfolgt und in die Havel getrieben.

Dies geschah im Jahre des Herren 1157.
Ein zweites kleines Relief über der Tür des Turms zeigt einen Bären, der 2004 gerade noch wahrnehmbar war und sich laut Nehls in einem rechteckigen Wappen befindet. 1999 konnte Nehls noch eine bereits stark erodierte, aufrecht stehende zweite Figur erkennen, seiner Vermutung nach gleichfalls ein Bär.

### Jacza & Wanda – Sage vom versunkenen Schloss

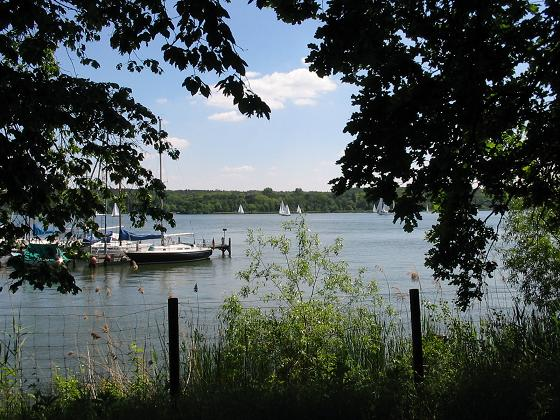
Hite swemmt kin Ferst mehr drever
(Havel an der Jaczo-Schlucht)

In der Wilhelmstadt ist ferner die Jaczostraße nach dem Fürsten benannt. An seiner eigentlichen Wirkungsstätte Köpenick finden sich bislang (Stand 2013) keine Straßen, Plätze oder Monumente, die an Jacza von Köpenick erinnern. Erst im Zuge der 800-Jahr-Feier Köpenicks im Jahr 2009 setzte auch in Köpenick mit Vorträgen und Ausstellungen die Erinnerungskultur zu Jacza ein. Im September 2012 fand das Mittelalterspektakel „Jacza de Copnic – lebendiges Mittelalter in Köpenick“ statt. Im Rahmen der Veranstaltung präsentierte eine Buchhandlung ein Hörspiel, das die einzige historische Erinnerung Köpenicks an den Fürsten, die Sage von dem versunkenen Schloss und der Prinzessin vom Teufelssee, unter dem Titel Jacza & Wanda. Der Niedergang der Sprewanen oder die Geschichte des Fürsten Jacza de Copnic und seiner Gemahlin Wanda. in Dialogform darstellt. Diese Sage verknüpft die Entstehung des Teufelssees mit dem Schicksal von Jaczas Gemahlin (statt Agatha hier Wanda genannt) und mit Jaczas Kampf gegen Albrecht den Bären:

„Nach sieben vergeblichen Versuchen der Wenden, die Panzerreiter Albrechts des Bären zu schlagen, kehrte Jaczo nach Köpenick zurück, fragte die Kriwen – die Priester und Weisen – seines Volkes um Rat: ‚Was soll ich tun, daß den Göttern und unserem Volke der Sieg werde?‘ Die Kriwen sprachen: ‚In den Müggelbergen mußt du eine Burg gründen, und, um sie unbezwinglich zu machen, dein Weib Wanda in die Gewölbe einmauern lassen!‘ Wanda fügte sich in das Priesterurteil. Als man begann, Steine um sie herum aufzuschichten, sollen schwere Gewitter und ein Erdbeben die begonnene Burg vernichtet haben. ‚Als die Sonne am anderen Tage wieder schien, waren nur noch sechs Müggelberge vorhanden. An der Stelle des siebenten lag dunkel und still ein See, der Teufelssee. In der Tiefe des Sees aber weilt Wanda bis zum heutigen Tage und steigt nur einmal im Jahr empor, um nach Jaczo, ihrem Gatten, auszuschauen, der seit jenem Tage wahnsinnsbefallen die Welt durchstreift.‘“

Wie bei der Schildhornsage wechselten allerdings auch in dieser Legende im Laufe der Zeit der Inhalt und die Personen. So handelt es sich beispielsweise in einer anderen Version bei der Prinzessin im See um die Tochter des Böhmischen Königs Ottokar, die zur Strafe, sämtliche Heiratskandidaten hochmütig abgewiesen zu haben, samt Schloss im Teufelssee verschwand.

### Brakteaten (Münzen)

Brakteaten des Jacza de Copnic